# Lycodon dumerilii
Espèce
Synonymes
- Stegonotus dumerilii Boulenger, 1893
- Lycodon dumerili (Boulenger, 1893)
- Dryocalamus mccroryi Taylor, 1922

Statut de conservation UICN

 LC  : Préoccupation mineure
Lycodon dumerilii est une espèce de serpent de la famille des Colubridae.

## Répartition
Cette espèce est endémique des Philippines. Elle se rencontre sur les îles de Basilan, Mindanao, Samar, Surigao, Luçon.

## Description
L'holotype de Lycodon dumerilii mesure 740 mm dont 220 mm pour la queue. Cette espèce a le dos brun grisâtre et présente une ligne dorsale formée par une série de taches ovales brunes cerclées de noir et, de chaque côté, une série de petites taches en alternance avec la dorsale. Sa tête est tachée de brun. Sa face ventrale est jaunâtre soit uniformément soit parsemée de points bruns.

## Étymologie
Son nom d'espèce, dumerilii, lui a probablement été donné en l'honneur d'André Marie Constant Duméril, zoologiste français.

## Publications originales
- Boulenger, 1893 : Catalogue of the Snakes in the British Museum (Natural History), vol. 1, p. 1-448 (texte intégral).
- Taylor, 1922 : Additions to the herpetological fauna of the Philippine Islands, II. The Philippine journal of science, vol. 21, p. 257-303 (texte intégral).